# 普尼 (涅夫勒省)
普尼（法語：Pougny，法語發音：[puɲi]）是法国涅夫勒省的一个市镇，属于卢瓦尔河畔科讷库尔区。

## 地理
普尼（47°23'2"N, 3°0'11"E）面积19.19 平方千米，位于法国勃艮第-弗朗什-孔泰大區涅夫勒省，该省份为法国中部省份，北至约讷省，西北接卢瓦雷省，西接谢尔省，南至阿列省，东南接索恩-卢瓦尔省，东临科多尔省。
与普尼接壤的市镇（或旧市镇、城区）包括：圣卢德布瓦、圣佩尔、阿利尼科讷、栋济、诺安河畔圣马丹。

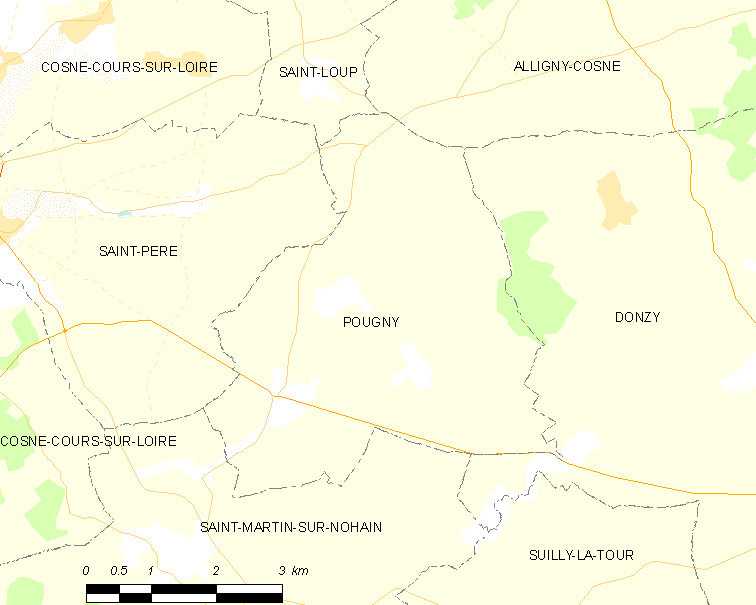
的OSM定位图

普尼的时区为UTC+01:00、UTC+02:00（夏令时）。

## 行政
普尼的邮政编码为58200，INSEE市镇编码为58213。

## 政治
普尼所属的省级选区为卢瓦尔河畔科讷库尔县。

## 人口

1962-2008年间人口变化图示

普尼于2022年1月1日时的人口数量为473人。